# Dolophilodes
Dolophilodes är ett släkte av nattsländor. Dolophilodes ingår i familjen stengömmenattsländor.

## Bildgalleri

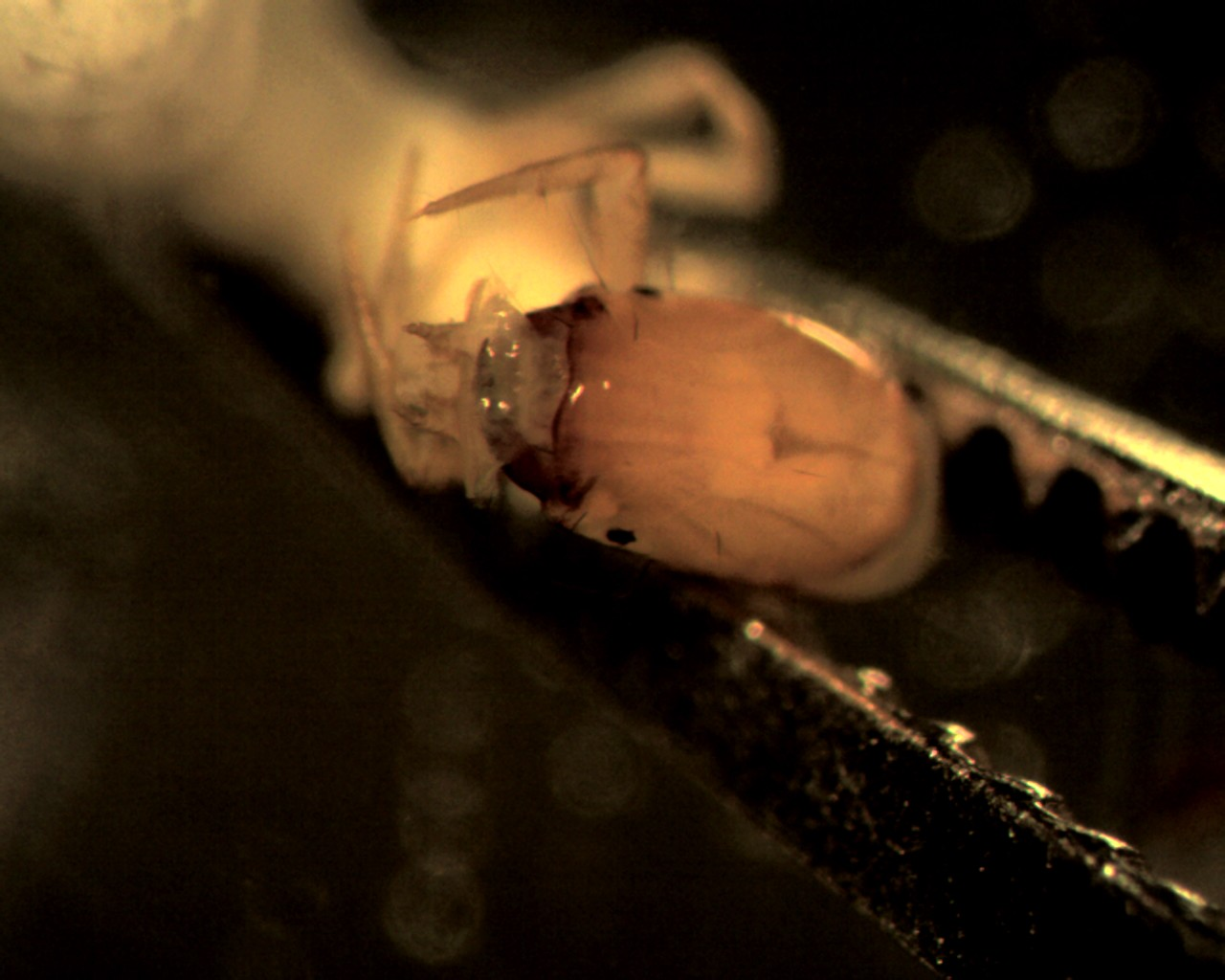
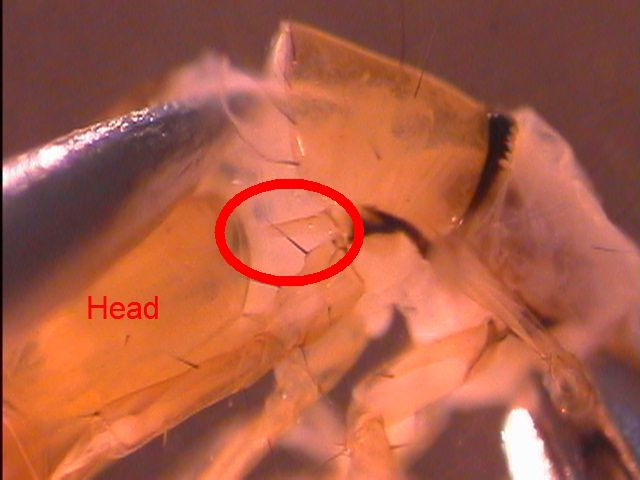
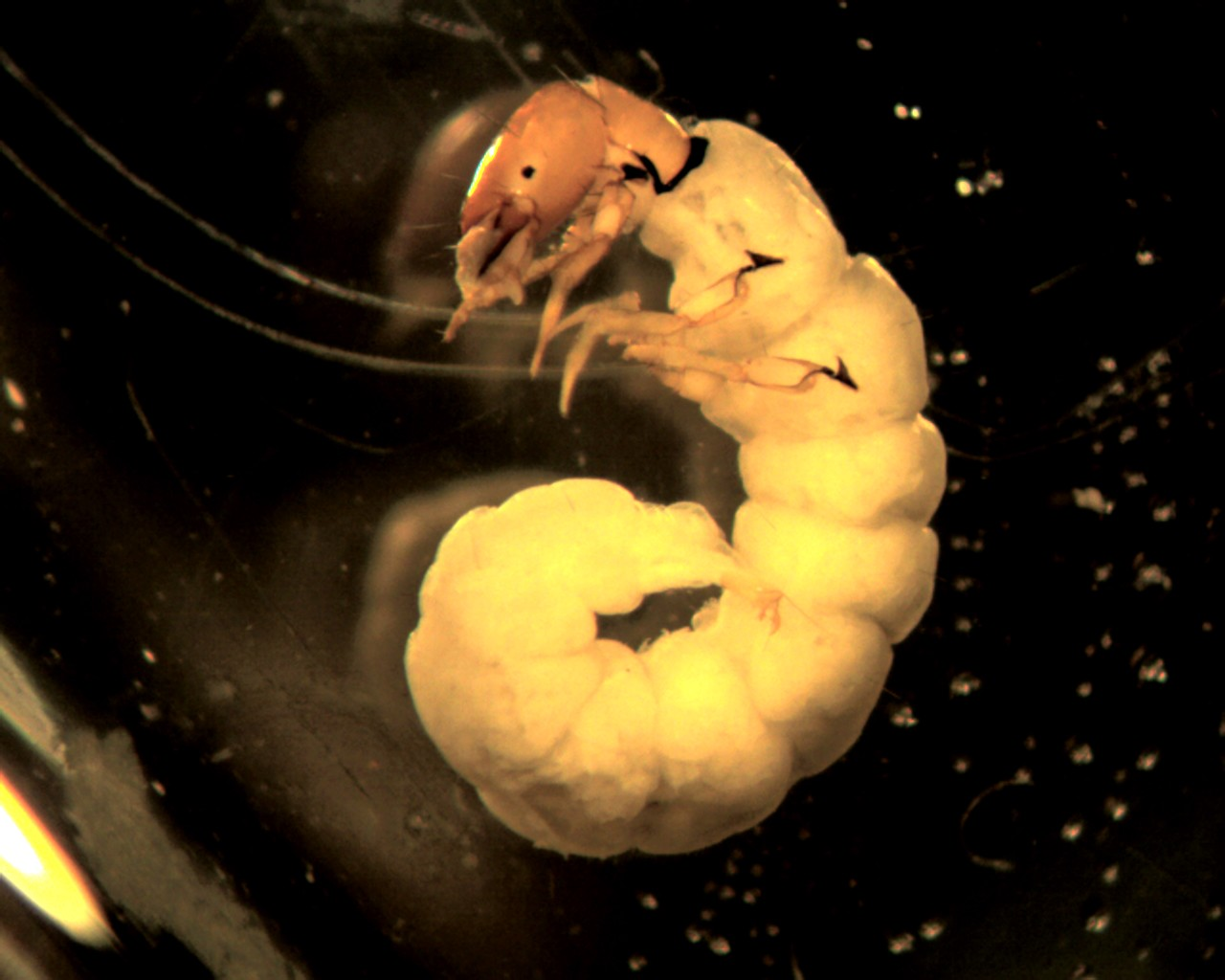
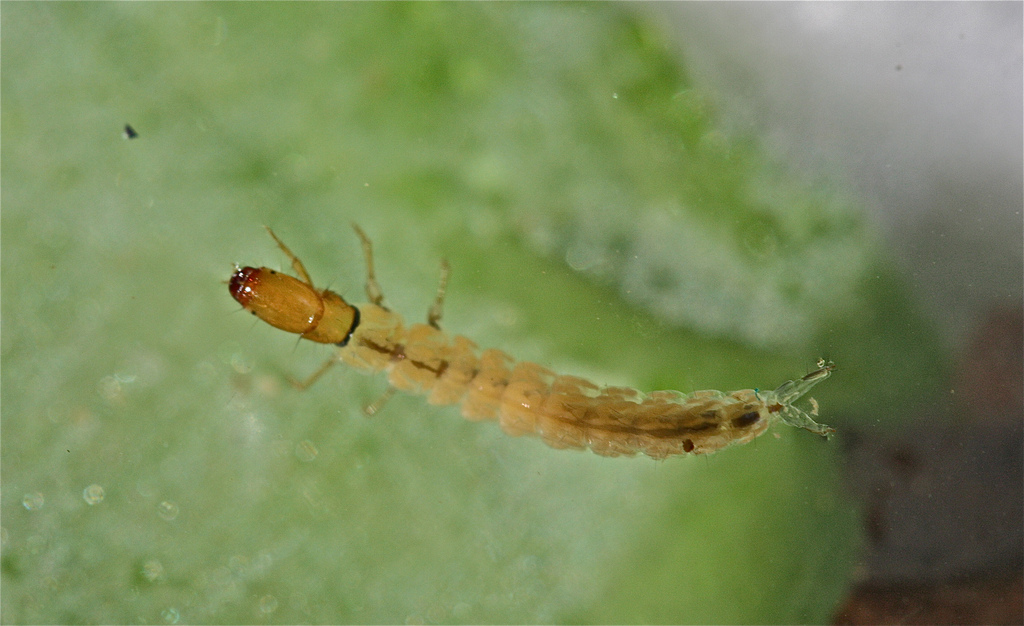

## Dottertaxa tillDolophilodes, i alfabetisk ordning[1]
- Dolophilodes adnamat
- Dolophilodes aequalis
- Dolophilodes affinis
- Dolophilodes andorus
- Dolophilodes angulatus
- Dolophilodes appendiculatus
- Dolophilodes auriculatus
- Dolophilodes auritus
- Dolophilodes babai
- Dolophilodes bicolor
- Dolophilodes bidens
- Dolophilodes bifidus
- Dolophilodes bilobatus
- Dolophilodes bispinosus
- Dolophilodes bullu
- Dolophilodes burmanus
- Dolophilodes cercatus
- Dolophilodes cheni
- Dolophilodes chilensis
- Dolophilodes columbia
- Dolophilodes commatus
- Dolophilodes crenophilus
- Dolophilodes dharmamittra
- Dolophilodes dharmaraksa
- Dolophilodes distinctus
- Dolophilodes dorcus
- Dolophilodes duplex
- Dolophilodes dupliplex
- Dolophilodes edwardi
- Dolophilodes elongatoides
- Dolophilodes elongatus
- Dolophilodes flavipunctatus
- Dolophilodes flaviventris
- Dolophilodes forcipatus
- Dolophilodes henanensis
- Dolophilodes huangi
- Dolophilodes indicus
- Dolophilodes intermedius
- Dolophilodes iroensis
- Dolophilodes japonicus
- Dolophilodes kaishoensis
- Dolophilodes kunashirensis
- Dolophilodes lagarha
- Dolophilodes madhyamika
- Dolophilodes major
- Dolophilodes michelbacheri
- Dolophilodes moselyi
- Dolophilodes mroczkowskii
- Dolophilodes natalensis
- Dolophilodes nomugiensis
- Dolophilodes novusamericanus
- Dolophilodes oregonus
- Dolophilodes orientalis
- Dolophilodes ornatulus
- Dolophilodes ornatus
- Dolophilodes pallidipes
- Dolophilodes paxilliferus
- Dolophilodes pectiniferus
- Dolophilodes prolixus
- Dolophilodes rarus
- Dolophilodes rossi
- Dolophilodes sanctipauli
- Dolophilodes scopulus
- Dolophilodes securis
- Dolophilodes shinboensis
- Dolophilodes sisko
- Dolophilodes spectabilis
- Dolophilodes spiniferus
- Dolophilodes spinosellus
- Dolophilodes tibetanus
- Dolophilodes torrentis
- Dolophilodes truncatus
- Dolophilodes urceolus
- Dolophilodes utto
- Dolophilodes ventricostus